# Interferencia de Van Eck
La Interferencia de Van Eck es un procedimiento que se utiliza para espiar el contenido de un monitor LCD y CRT mediante la detección de las emisiones electromagnéticas. Debe su nombre al investigador neerlandés Wim Van Eck, quien en 1985 publicó el primer prototipo del equipo, donde se incluía además una prueba de concepto. 
El sistema también se utiliza para poner en peligro la confidencialidad y el secreto del voto en una elección que se realice con voto electrónico. Esto hizo que el gobierno de Países Bajos prohibiera el uso de las máquinas de votación NewVote, en las elecciones nacionales de 2006, bajo el argumento de que la información de los electores no cuenta con garantías de secreto del sufragio. En un ensayo realizado en 2009 con los sistemas de votación electrónica de Brasil, la interferencia de Van Eck fue usada exitosamente para vulnerar el secreto del voto en una urna de las que utiliza el tribunal electoral brasileño.

## Principios básicos
La información que se exhibe en un monitor de video se compone de señales de alta frecuencia eléctrica. Esas oscilaciones eléctricas crean radiación electromagnética de alto rango que tiene un correlato con la imagen que se muestra en la pantalla. Por lo tanto, en teoría, según los principios de este mecanismo, esas emisiones radioeléctricas pueden ser utilizadas para reconstruir la imagen desplegada en el monitor, ya sea de rayos catódicos como los nuevos sistemas LCD.
En abril de 2004, nuevas investigaciones académicas revelaron que las pantallas planas de LCD y los monitores de las computadoras portátiles también eran vulnerables a la interferencia electromagnética. El equipo necesario para realizar este espionaje fue construido en un laboratorio universitario por menos de dos mil dólares.